# Parietaria

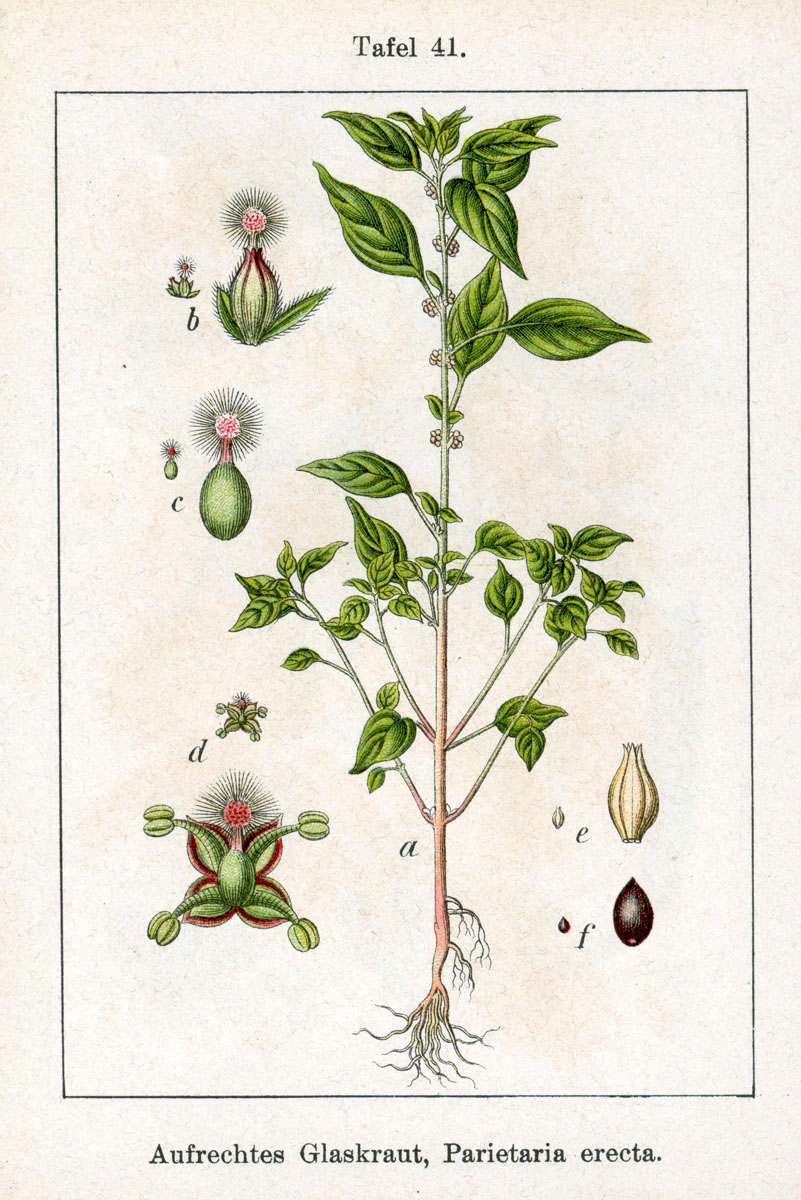
Morfologia (parietaria lekarska)

Parietaria, pomurnik (Parietaria L.) – rodzaj jednorocznych roślin zielnych lub bylin z rodziny pokrzywowatych (Urticaceae). Należą do niego 24 gatunki występujące w strefie umiarkowanej i subtropikalnej na całym świecie, z centrum zróżnicowania w basenie Morza Śródziemnego. W Polsce rosną jako zadomowione antropofity dwa gatunki – parietaria lekarska i pensylwańska, poza tym parietaria portugalska Parietaria lusitanica jako efemerofit.
Dawniej parietaria lekarska P. officinalis była wykorzystywana jako roślina lecznicza. P. judaica wykorzystywana była do czyszczenia szkła.

## Morfologia
PokrójRośliny okryte prostymi lub zagiętymi, nieparzącymi włoskami. Pęd wyprostowany, podnoszący się lub wzniesiony, często rozgałęziony od nasady.
LiścieUłożone skrętolegle, pojedyncze, całobrzegie, kształtu owalnego do wąskolancetowatego, bez przylistków.
KwiatyMałe, obupłciowe lub rozdzielnopciowe, krótkoszypułkowe, skupione w pęczkach u nasady liści. Okwiat cztero- lub trójdziałkowy.
OwoceDrobne, suche niełupki.

## Systematyka
Pozycja systematyczna
Rodzaj z rodziny pokrzywowatych (Urticaceae). W obrębie rodziny klasyfikowany jest do plemienia Parietarieae i podrodziny Boehmerioideae. Siostrzany rodzaj to makaronezyjski Gesnouinia oddzielony w pliocenie lub plejstocenie, z kolei siostrzanym rodzajem dla tych dwóch jest solejrolia Soleirolia, która wyewoluowała w miocenie.
Wykaz gatunków
- Parietaria alsinefolia Delile
- Parietaria cardiostegia Greuter
- Parietaria cretica L.
- Parietaria debilis G.Forst.
- Parietaria decoris N.G.Mill.
- Parietaria elliptica K.Koch
- Parietaria erronea Panov
- Parietaria feliciana Phil.
- Parietaria filamentosa Webb & Berthel.
- Parietaria floridana Nutt.
- Parietaria hespera Hinton
- Parietaria judaica L.
- Parietaria lusitanica L. – parietaria portugalska[11]
- Parietaria macrophylla B.L.Rob. & Greenm.
- Parietaria mauritanica Durieu
- Parietaria officinalis L. – parietaria lekarska
- Parietaria pensylvanica Muhl. ex Willd. – parietaria pensylwańska
- Parietaria praetermissa Hinton
- Parietaria rechingeri Chrtek
- Parietaria rhodopaea Panov
- Parietaria roschanica Jarman ex Ikonn.
- Parietaria semispeluncaria Yildirim
- Parietaria serbica Pancic
- Parietaria umbricola A.G.Mill.